# Alfred Kukk
Alfred Kukk (ur. 4 lutego 1906 w Otepää, zm. 31 października 1981 tamże) – estoński strzelec, mistrz świata.

## Życiorys
W 1926 roku ukończył gimnazjum prywatne w Otepää, a dwa lata później szkołę wojskową. Służył w Pułku Pancernym w Valga, gdzie rozpoczął treningi strzeleckie (1929). 
W reprezentacji Estonii startował od 1931 do 1939 roku. Zdobył pięć złotych medali w zawodach drużynowych podczas mistrzostw świata w 1937 roku. Uczestniczył również na mistrzostwach świata w latach 1931 i 1939. W latach 1936–1939 zdobył przynajmniej 31 medali mistrzostw Estonii, w tym 18 złotych. Był piętnastokrotnym indywidualnym i dziewięciokrotnym drużynowym rekordzistą kraju. 
W latach 1944–1954 był represjonowany pod zarzutem działalności antysowieckiej. Od 2008 roku na strzelnicy w Elvie rozgrywane są zawody jego imienia. W 2021 roku w miejscowości Pedajamäe w gminie Otepää odsłonięto kamień pamiątkowy poświęcony pamięci Kukka.

## Wyniki

### Medale na mistrzostwach świata
Opracowano na podstawie materiałów źródłowych:
| Mistrzostwa   | Konkurencja                                     | Wynik             | Miejsce |
| ------------- | ----------------------------------------------- | ----------------- | ------- |
| Helsinki 1937 | Karabin dowolny, trzy postawy, 300 m, drużynowo | 5526 pkt. (druż.) | złoto   |
| Helsinki 1937 | Karabin dowolny leżąc, 300 m, drużynowo         | 1918 pkt. (druż.) | złoto   |
| Helsinki 1937 | Karabin dowolny klęcząc, 300 m, drużynowo       | 1856 pkt. (druż.) | złoto   |
| Helsinki 1937 | Karabin dowolny stojąc, 300 m, drużynowo        | 1752 pkt. (druż.) | złoto   |
| Helsinki 1937 | Karabin małokalibrowy stojąc, 50 m, drużynowo   | 1852 pkt. (druż.) | złoto   |